# HD 5319 b
HD 5319 b는 고래자리 방향으로 지구로부터 약 326광년 떨어져 있는 항성 HD 5319 주위를 도는 외계 행성이다. 이 행성의 최소 질량은 목성의 거의 2배에 이르기 때문에 슈퍼목성으로 분류될 수 있다. 외계 행성들 중 특이하게 b는 공전 궤도가 원에 가깝다(이심률이 작다). 따라서 항성에 가까워질 때와 멀어질 때의 거리 차이가 그리 많이 나지 않는데, 구체적으로 근일점에서는 약 1.53, 원일점에서는 약 1.95 천문단위 정도 거리를 보인다. 항성을 1회 도는 데에는 약 1.8년이 걸린다.

## 같이 보기
- HD 75898 b

## 참고 문헌
- (영어) Robinson 연구진 (2007). “Two Jovian-Mass Planets in Earthlike Orbits” (요약). 《The Astrophysical Journal》 670 (2): 1391–1400. 다음 글자 무시됨: ‘10.1086/522106’ (도움말)[깨진 링크(과거 내용 찾기)]웹 인쇄본